# رونتگن (دهانه)
رونتگن یک دهانه برخوردی در ماه‌ است.

## دهانه‌های اقماری
این دهانه ۲ دهانه اقماری دارد.
| Röntgen | عرض جغرافیایی | طول جغرافیایی | قطر          |
| ------- | ------------- | ------------- | ------------ |
| A       | ۳۶.۹° N       | ۸۸.۱° W       | ۱۸.۰ کیلومتر |
| B       | ۳۵.۷° N       | ۸۸.۱° W       | ۱۶.۰ کیلومتر |